# ديفيد غرانت (لاعب كرة قدم أمريكية)
ديفيد غرانت (بالإنجليزية: David Grant)‏ هو لاعب كرة قدم أمريكية أمريكي، ولد في 17 سبتمبر 1965 في بيلفيل ‏ في الولايات المتحدة.

## وصلات خارجية
- ديفيد غرانت على موقع مرجع كرة القدم المحترفة.كوم (الإنجليزية)